# Шайн Григорій Абрамович
Григо́рій Абра́мович Шайн (19 (7) квітня 1892–1956) — астроном, астрофізик, фахівець з спектроскопії родом з Одеси, дійсний член AH СРСР (з 1939). 1925 — 45 працював у Кримській астрофізичній обсерваторії AH СРСР, 1945 — 52 її директор.
Навчався в Юріївському університеті, з 1919 працював Пермському університеті, з 1921 по 1925 — в Пулковської обсерваторії, з 1925 по 1945 р. — в її Симєїзькому відділенні, де під його керівництвом було встановлено рефлектор із метровим дзеркалом. З 1944 до 1952 керував організацією Кримської астрофізичної обсерваторії, був її директором. Останні роки свого життя керував відділом фізики зір і туманностей Кримської обсерваторії.
Основні галузі досліджень — зоряна спектроскопія й фізика газових туманностей. Спільно з В. О. Альбицьким визначив променеві швидкості близько 800 зір і склав каталог, який вважається одним з найкращих в цій галузі. 1929 року спільно з американським астрономом О. Струве довів, що зорі ранніх спектральних класів обертаються в десятки разів швидше, ніж Сонце. Відкрив близько 150 нових туманностей, виявив особливий клас туманностей, у яких значна частина речовини зосереджена на периферії, і клас дуже витягнутих туманностей волокнистої структури. Також досліджував подвійні зорі, малі планети, сонячну корону та інші об'єкти.

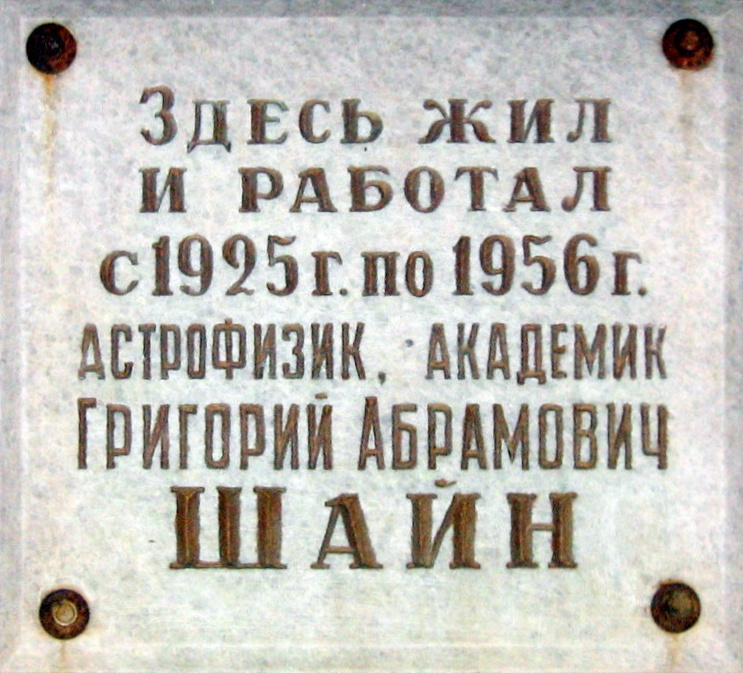
Меморіальна дошка на одному з будинків Сімеїзької обсерваторії

Почесний член кількох іноземних наукових установ. Лауреат Державної премії СРСР (1950).
| 1057 Ванда   | 16 серпня 1925  |
| 1058 Ґрубба  | 22 червня 1925  |
| 1709 Україна | 16 серпня, 1925 |

Головні праці зі спектроскопії зір та фізики газових туманностей (у співпраці з В. Ф. Газе).

## Вшанування
Ім'ям Григорія Шайна названо головний телескоп Кримської обсерваторії.
Також на його честь названо астероїд 1648 Шайна.